# Antoni de Ribera
Antoni de Ribera (País Valencià?, segle XV ? - segle XVI ?) va ser un compositor i músic d'origen suposadament valencià.
Va pertànyer a la Capella Pontifícia, de Roma, des de 1506 (o potser 1514) fins al 1522. Fou autor de l'escena dels Jueus del famós Misteri d'Elx, i se li atribueixen altres peces de l'obra, per a tres i quatre veus. A Tarassona i Coïmbra es conserven diverses composicions litúrgiques seves.
El Cançoner popular de Catalunya inclou dues cançons del gènere madrigalesc, d'aquest autor. També hauria compost dues misses a quatre veus, villancets i motets.